# Iris Prize
 (août 2024).
Pour la récompense du cinéma québécois, voir Prix Iris.
L'Iris Prize est une récompense de cinéma créée en 2007 par Berwyn Rowlands qui récompensent les films à thématique LGBT sortis dans les deux ans précédents la date de soumission annuelle.
Les prix des différentes catégories sont remises lors d'un festival organisé à Cardiff et le vainqueur remporte 30 000 £ soit la plus haute dotation au monde pour un festival du film LGBT.

## Lauréats

### Prix du meilleur court métrage
- 2007 - Pariah de Dee Rees (États-Unis)
- 2008 - Cowboy de Till Kleinert (Allemagne)
- 2009 - Steam de Eldar Rapaport (États-Unis)
- 2010 - The Samaritan de Magnus Mork (Norvège)
- 2011 - Je ne veux pas rentrer seul (Eu Não Quero Voltar Sozinho) de Daniel Ribeiro (Brésil)
- 2012 - The Wilding de Grant Scicluna (Australie)
- 2013 - Gorilla de Tim Marshall (Australie)
- 2014 - All God's Creatures de Brendan McDonall (Australie)
- 2015 - Vessels de Arkasha Stevenson (États-Unis)
- 2016 - Balcony de Toby Fell-Holden (Royaume-Uni)
- 2017 - Mother Knows Best de Mikael Bundsen (Suède)
- 2018 - Three Centimetres de Lara Zeidan (Liban/Royaume-Uni)
- 2019 - Black Hat de Sarah Smith (États-Unis)[2]
- 2020 - Short Calf Muscle de Victoria Warmerdam (Pays-Bas)[3]
- 2021 - Baba de Sam Arbor et Adam Ali (Royaume-Uni)

### Prix du meilleur court métrage britannique
- 2007 - Private Life de Abbe Robinson
- 2008 - James de Connor Clements
- 2009 - Diana de Aleem Khan
- 2010 - Mosa de Ana Moreno
- 2011 - The Red Bike de Andrew Steggall
- 2012 - A Stable for Disabled Horses de Fabio Youniss
- 2013 - My Mother de Jay Bedwani
- 2014 - Middle Man de Charlie Francis
- 2015 - Closets de Lloyd Eyre-Morgan
- 2016 - Balcony de Toby Fell-Holden
- 2017 - We Love Moses de Dionne Edwards
- 2018 - BEYOND (There's Always a Black Issue, Dear) de Claire Lawrie
- 2019 - My Brother is a Mermaid de Alfie Dale
- 2020 - Better de Michael J. Ferns[4]
- 2021 - Baba de Sam Arbor et Adam Ali

### Prix du meilleur long métrage
- 2008 - Dream Boy de James Bolton (États-Unis)
- 2009 - Redwoods de David Lewis (États-Unis)
- 2010 - Mel et Jenny (Mein Freund aus Faro) de Nana Neul (Allemagne)
- 2011 - August de Eldar Rapaport (États-Unis)
- 2012 - Le Sexe des anges (El sexo de los ángeles) de Xavier Vilaverde (Espagne)
- 2013 - Cupcakes (Bananot) de Eytan Fox (Israël)
- 2014 - Boy Meets Girl de Eric Schaeffer (États-Unis)
- 2015 - 4th Man Out de Andrew Nackman (États-Unis)
- 2016 - Real Boy de Shaleece Haas (États-Unis)
- 2017 - Prom King, 2010 de Christopher Schaap (États-Unis)
- 2018 - 1985 de Yen Tan (États-Unis)
- 2019 - Et puis nous danserons (And Then We Danced) de Levan Akin (Suède/Géorgie)[5]
- 2020 - Cocon (Kokon) de Leonie Krippendorff (Allemagne)
- 2021 - Rebel Dykes de Harri Shanahan et Siân A. Williams (Royaume-Uni)
- 2022 - Metamorphosis de Jose Enrique Tiglao (Philippines)
- 2023 - Femme de Sam H Freeman et Ng Choon Ping (Royaume-Uni)
- 2024 - Young Hearts d'Anthony Schatteman (nl) (Belgique et Pays-Bas)

### Prix du meilleur acteur
- 2011 - Murray Bartlett dans August
- 2012 - Ohad Knoller dans Yossi
- 2013 - Ryan Steele dans 5 Danses (Five Dances)
- 2014 - Michael Welch dans Boy Meets Girl
- 2015 - Davide Capone dans Mezzanotte (Più buio di mezzanotte)
- 2016 - Thom Green dans Downriver
- 2017 - Miles Szanto dans Teenage Kicks
- 2018 - Félix Maritaud dans Sauvage
- 2019 - Henry Golding dans Monsoon
- 2020 - Leandro Faria Lelo dans Vent chaud (Vento Seco)
- 2021 - Udo Kier dans Swan Song
- 2022 - Giancarlo Commare dans Mascarpone
- 2023 - Hubert Mikowski dans Norwegian dream
- 2024 - Lou Goossens (d)  dans Young Hearts (d)

### Prix de la meilleure actrice
- 2011 - Allison Lane dans Going Down in LA-LA Land
- 2012 - Kristina Valada-Viars dans Molly's Girl
- 2013 - Sabine Wolf dans Deux Mères (Zwei Mutter)
- 2014 - Kate Trotter dans Tru Love
- 2015 - Sigrid ten Napel dans Zomer
- 2016 - Kerry Fox dans Downriver
- 2017 - Fawzia Mirza dans Signature Move
- 2018 - Jamie Chung dans 1985
- 2019 - Linda Caridi dans Mamma + Mamma
- 2020 - Lena Urzendowsky dans Cocon (Kokon)
- 2021 - Senan Kara dans Not Knowing

### Prix de la jeunesse
- 2013 - Straight With You de Daan Bol (Pays-Bas)
- 2014 - Bombshell d'Erin Sanger (États-Unis)
- 2015 - Closets de Lloyd Eyre-Morgan (Royaume-Uni)
- 2016 - Sign de Andrew Keenan-Bolger (États-Unis)
- 2017 - Lily de Graham Cantwell (Ireland)
- 2018 - Mrs McCutcheon de John Sheedy (Australie)
- 2019 - My Brother is a Mermaid d'Alfie Dale
- 2020 - Wings de Jamie Weston
- 2021 - S.A.M de Lloyd Eyre-Morgan et Neil Ely

### Autres prix
Prix Diva Box Office
- 2019 - Greta de Sparkman Clark (États-Unis)

Prix du public Co-op Audience Award
- 2020 - Wings de Jamie Weston[6]
- 2021 - Birthday Boy de Leo LeBeau

Prix de la communauté
- 2021 - Lonely Cowgirl de Lydia Garnett

Prix Micro Short
- 2021 - Amen d'Erick Edwardson

## Festivals partenaires
Chacun de ces festivals peut shortlister un film pour les Iris Prize :
- Inside Out Film and Video Festival
- London Lesbian and Gay Film Festival
- Outfest - Los Angeles Gay and Lesbian Film Festival
- Miami Gay and Lesbian Film Festival
- Festival du film Frameline - San Francisco International LGBT Film Festival
- Festival du film lesbien et gay de Hong Kong
- Queer Screen Vision - Sydney’s Mardi Gras Film Festival
- NewFest (en) - New York Lesbian, Gay, Bisexual, & Transgender Film Festival
- Philadelphia QFest
- ImageOut: The Rochester LGBT Film & Video Festival
- Festival du film queer de Mumbai
- Queer Vision - Bristol Pride's Film Festival (Royaume-Uni)
- Queer Lisboa - International Queer Film Festival (Portugal)